# Voormalige Stadstimmertuin 2
Voormalige Stadstimmertuin 2 te Amsterdam is een gebouw aan de straat Voormalige Stadstimmertuin te Amsterdam-Centrum.
Die genoemde stadstimmertuinen en ook de schuitenmakerswerf vertrokken vanaf 1898 en 1899 naar een complex aan de Van Reigersbergenstraat in Amsterdam Oud-West. In de nasleep daarvan werd er in 1900 opdracht gegeven enkele gebouwen (gebouwen 1-4) te slopen.  Dit volgde op een aanbesteding in 1899 voor de bouw van een noodschool op het terrein. Amsterdam had hier behoefte aan (veel) scholen en gaf daarom opdracht aan de Dienst der Publieke Werken twee tegenover elkaar liggende scholen te ontwerpen; beide zouden onderdak geven aan 600 leerlingen. Het beoogde adres was toen nog Amstel/Binnen-Amstel 163 A en K. 
Gebouw A werd dit pand, gebouw B kwam aan de noordzijde van de straat te liggen. De plattegronden van beide scholen vertoonden daarom veel gelijkenissen, net als de gevelindeling. Boven een plint kwamen voor gebouw nr 2 twee bouwlagen met daarop nog een kap. Opvallend was dat de voorgevel gesierd werd door twee puntgevels met daartussen nog een dakkapel. In die voorgevel kwamen drie tegeltableaus, twee in de punten van de puntgevels met vermoedelijk "Anno 1901", zoals bij de tegenoverliggende school in 2023 nog steeds te zien is. Boven de entree bevond zich een tegeltableau met een omschrijving van de school. In de school werden ook schipperskinderen onderwezen. Voor het leerseizoen 1901/1902 kon gebruik gemaakt worden van de gebouwen. De noodschool werd daarop ingeschakeld voor het onderbrengen van andere leerlingen in de buurt. 
Al snel was er geen behoefte meer aan een lagere school; het moest in 1916 verbouwd worden om te kunnen dienen als een Electrotechnische School, die er slechts tot 1935 was gevestigd. De volgende gebruiker werd een Joodse vijfjarige HBS. Er moest opnieuw behoorlijke verbouwd worden; dit maal werd architect Jacobus Baars ingeschakeld, die het gebouw liet voorzien van centrale verwarming. Minister van Onderwijs Jan Rudolph Slotemaker de Bruine kwam de school openen. 
De school kende in het begin een groeiend aantal leerlingen, de Duitse bezetting tijdens Nederland in de Tweede Wereldoorlog leverde in eerste instantie een toename van leerlingen zien, want Joodse kinderen mochten alleen nog naar Joodse scholen met Joodse onderwijzers. Deze groei werd een paar jaar later omgezet in een sterke afname van het aantal leerlingen in een periode waarin Joodse families grotendeels werden gedeporteerd en omgebracht. De Joodse school werd in 1943 gesloten bij gebrek aan leerlingen en leraren. 
Na de oorlog kwam de Joodse school in 1947 terug; maar het gebouw moest voor gebruik eerst gerestaureerd worden; architect Abraham Osnowicz, overigens een voormalig werknemer van Baars, begeleidde de verbouwingen. De school groeide vanaf toen weer en in 1960 moest een grote verbouwing plaatsvinden. De beide puntgevels en het dak verdwenen en maakte onder bewind van architect Osnowicz plaats voor extra verdieping. De school, die haar naam in 1959 had gewijzigd in Joods Lyceum Maimonides (het kreeg er een gymnasium bij), vertrok in fasen vanaf 1972 naar een complex aan de Noordbrabantstraat.
In 2017 werd er opnieuw verbouwd met het gebouw geschikt te maken voor een appartementencomplex. Daarbij bleef de versiering boven de schoolingang behouden. De geschiedenis van het gebouw is deels na te lezen met een plaquette van de Gemeente Amsterdam.

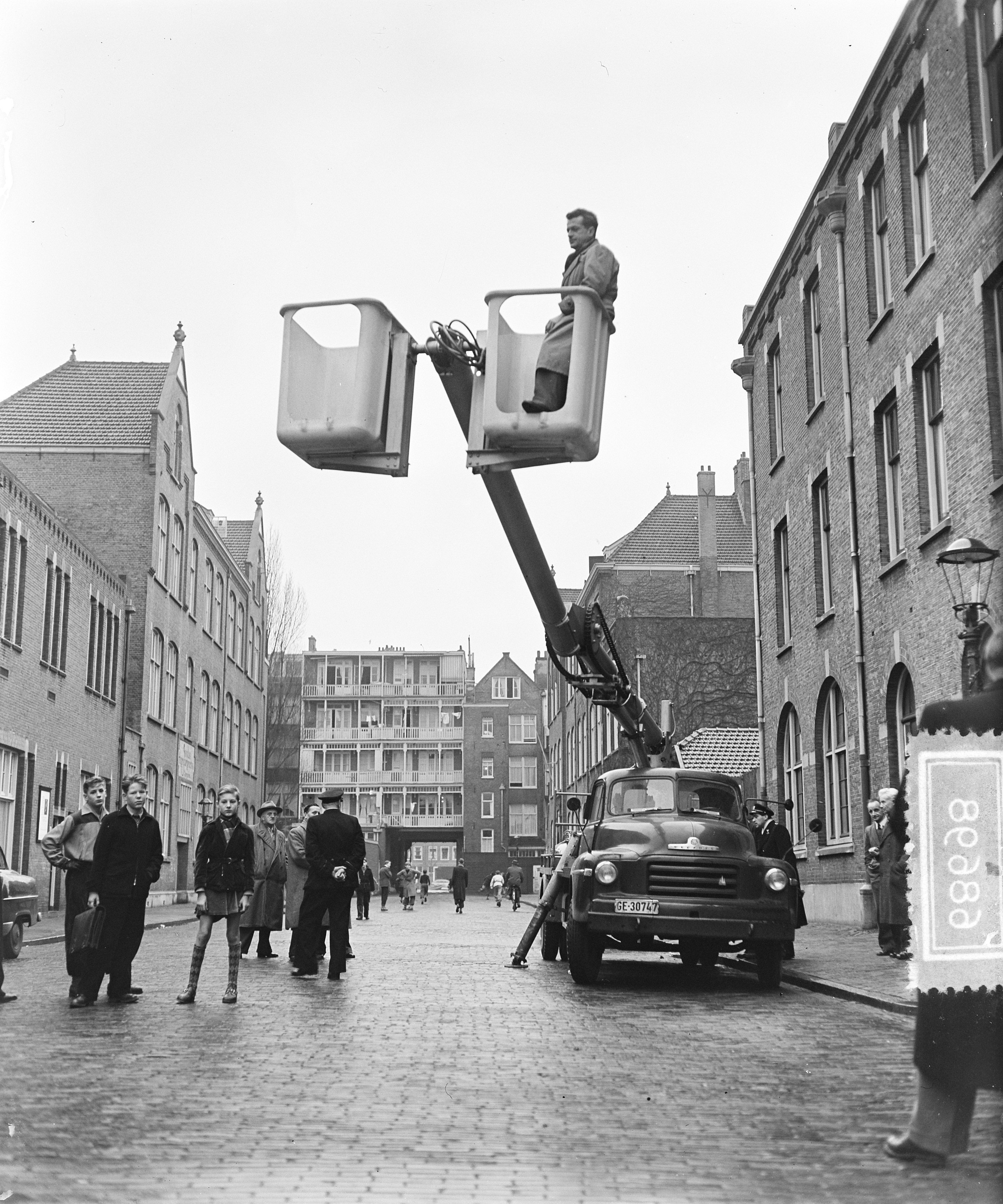
Linksachter Voormalige Stadstimmertuin 2 met originele kap (foto 1954)

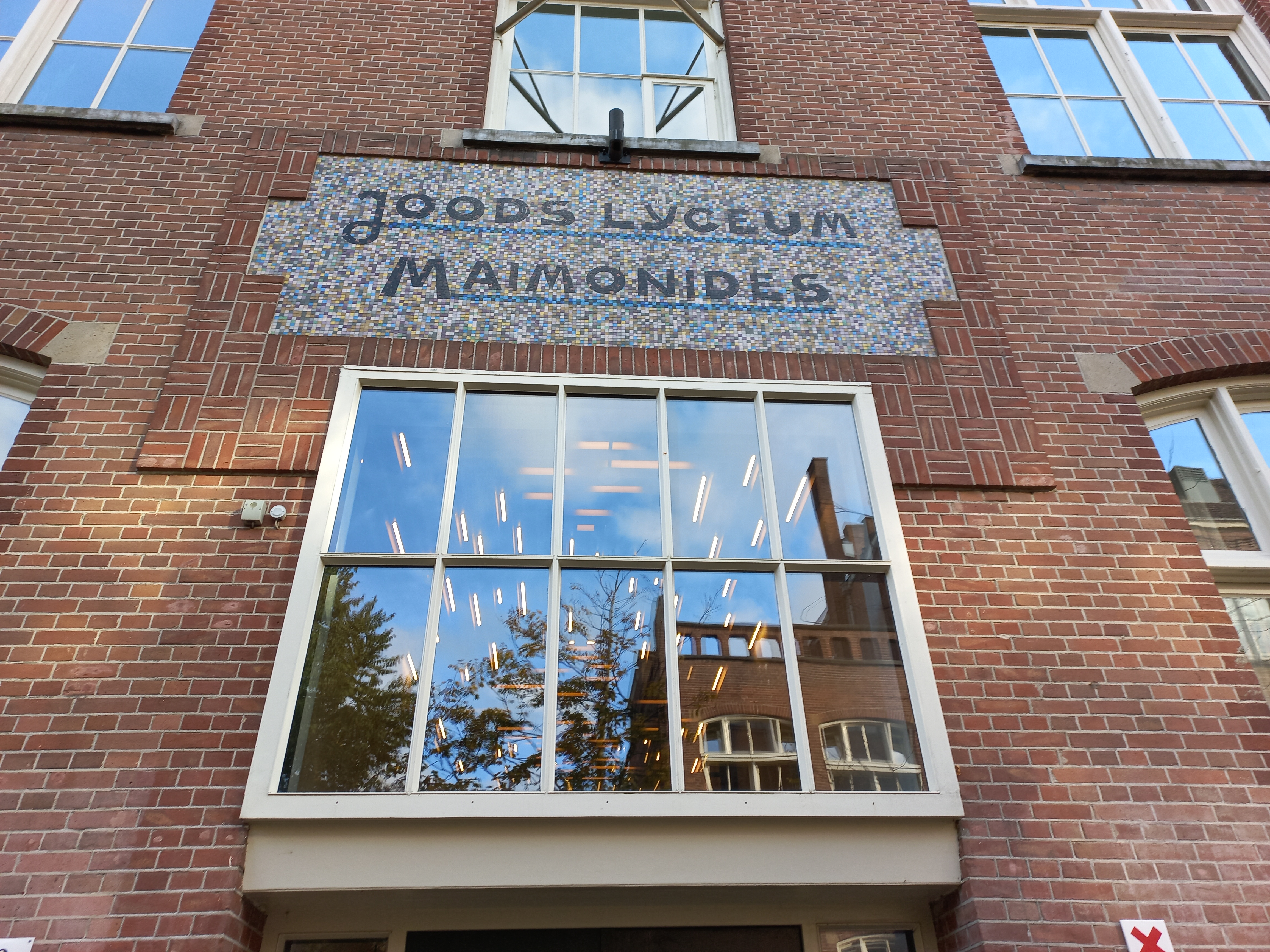
Tableau boven de deur (oktober 2022)